# 顺德北滘中学
顺德北滘中学（英語：Shunde Beijiao Middle School）是一所顺德区区属全日制全寄宿型公办普通高中，位于广东省佛山市顺德区北滘镇，成立于1959年，后于1992年在现址建立校区。

## 校史
- 1959年，北滘中学于北滘镇中心小学院内创办，初期仅开办了2个初中班级，由卢恒兼任校长。
- 1960-1962年，北滘中学迁往碧江振响楼，同时顺德县政府始设“顺德北滘初级中学”建制。
- 1963年，北滘中学迁回北滘镇内。
- 1969年，北滘中学开办高中，成为北滘首间完全中学。
- 1992年，于现址新建北滘中学，时任广东省委副书记、省长朱森林题写校名，省委常委、副省长欧广源出席新校落成剪彩。
- 1994年，北滘中学被评为首批广东省一级学校之一。同年召开了首届奖教奖学大会。
- 2020年11月，召开“广东省国强公益基金会支持北滘中学发展工作会议”，宣布经顺德区委区政府批准，北滘中学在不改变公办性质的前提下，引入国强公益基金会北滘中学专项发展经费支持北滘中学发展，以及聘任国华纪念中学校长季德华为北滘中学校长，同时在北滘中学开办“国华创新实验班”，由北滘中学与国华纪念中学建立合作互通的教育提升机制。[2][3]

## 校园文化

### 历代校徽

2018年后使用的校徽

### 学生社团
目前北滘中学有各类社团共45个，包括有：
- 体育类：羽毛球社、乒乓球社、篮球社、跑步社、足球社等；
- 数理类：数理竞赛、化生实验、实验创新课程、生物植物社等；
- 人文素养类：历史社、研学社、地理社、电影鉴赏、小说鉴赏、心理社、模拟联合国、外国语言文化社等；
- 音乐艺术类：合唱团、乐器社、素描社、绘画社、舞蹈社、小品社、摄影社、毛笔社等；
- 休闲益智类：编织社、棋类社、桌游社、推理社、魔方社、电影社等。

## 知名校友
- 杨国强——碧桂園集團创始人
- 何剑锋——美的集团董事、广东盈峰投资集团董事长[4]
- 黎镜波——广东日美光电科技有限公司及怡和中心董事长。